# ハフソー・ユリウス・ビョルンソン
ハフソー・ユリウス・ビョルンソン（Hafþór Júlíus Björnsson、アイスランド語: [ˈhafθour ˈjuːlijʏs ˈpjœr̥sɔn] ( 音声ファイル)、1988年11月26日 - ）は、アイスランドのプロストロングマン選手、俳優、元プロバスケットボール選手。Hafþórの本来の発音は「ハフソル」または「ハフソー」に近いが、日本では「ハフポル」と誤記されることがある。
俳優としてはHBOのテレビドラマシリーズ『ゲーム・オブ・スローンズ』のグレガー・クレゲイン役で知られ、役の通り名である「The Mountain」の愛称で呼ばれることもある。他にも北欧神話の雷神トールの英語表記である「Thor（ソー）」の愛称もある。

## キャリア

### バスケットボール選手
2004年から2008年までプロのバスケットボール選手として活動。ポジションはセンター。20歳の時の膝の怪我をきっかけに他のスポーツへの転向を考え始める。

### ストロングマン選手
2008年にストロングマン選手のマグヌス・ヴェル・マグヌッソンと出会い、彼に素質を見出されたことでストロングマン・コンテストに出場するようになると、2010年以降、数々のコンテストで上位入賞を果たし、優勝もしている。また「世界最強の男」コンテストでは、2012年から3位以内を維持しており（2019年現在）、2018年には優勝を果たしている。
2020年にはデッドリフトで501キログラムを記録し、エディ・ホールが2016年に記録した500キログラムを破り、世界記録を更新した。

### ボクシング選手
2020年5月、デッドリフトの世界記録更新後にボクシングを始め、トレーニングと食事方法でストロングマン選手時代から60 kgの減量に成功した。
2021年1月16日、ボクシングデビュー戦で元WBOライトヘビー級ヨーロッパ王者のスティーブン・ウォードとエキシビションで対戦し、引き分けた。
2021年5月28日、コモンウェルスゲームズ金メダリストのサイモン・ヴァリリーとエキシビションで対戦した。
2022年3月19日、ストロングマン時代のライバルであったエディ・ホールと対戦し、2度ダウンを奪い判定勝ちを収めた。
| 戦 | 勝敗 | 戦績  | 対戦相手               | 内容    | 時間    | 日付          | 試合地 |
| -- | ---- | ----- | ---------------------- | ------- | ------- | ------------- | ------ |
| 4  | 勝利 | 2–0–2 | エディ・ホール         | 判定3-0 | 6R      | 2022年3月19日 | ドバイ |
| 3  | 勝利 | 1–0–2 | デボン・ララット       | TKO     | 1R 2:00 | 2021年9月18日 | ドバイ |
| 2  | 引分 | 0–0–2 | サイモン・ヴァリリー   | 引分    | 4R      | 2021年5月28日 | ドバイ |
| 1  | 引分 | 0–0–1 | スティーブン・ウォード | 引分    | 3R      | 2021年1月16日 | ドバイ |

### 俳優
HBOのテレビドラマシリーズ『ゲーム・オブ・スローンズ』に2014年放送の第4シーズンからグレガー・クレゲイン役で出演している。俳優としては初めての大役である。なお、この役を演じる俳優はビョルンソンで3人目であり、シーズン1ではコナン・スティーヴンス、シーズン2ではイアン・ホワイトが演じていた（シーズン3には登場せず）。3人とも2メートルを超える長身であるが、ビョルンソンが最も背が低い。
2017年にはケイティ・ペリーがニッキー・ミナージュのフィーチャリング（客演）でリリースした「Swish Swish」のミュージック・ビデオにバスケットボール選手役で出演している。

#### 主な出演作品
- ゲーム・オブ・スローンズ Game of Thrones (2014 - 2019) ※シーズン4からシーズン8
- キックボクサー ザ・リベンジ Kickboxer: Retaliation (2018)
- ノースマン 導かれし復讐者 The Northman (2022)

### その他
2016年に『ゲーム・オブ・スローンズ』で演じている役の通り名「Mountain」を冠したウォッカブランド「Icelandic Mountain Vodka」を立ち上げ、スポークスパーソン兼共同オーナーとなった。

## 私生活
父親の身長は203 cm、父方の祖父の身長は207 cmという高身長の家系である。
2021年現在の体重は152 kgで、14歳の時は84 kg前後だったという。
過去に交際した女性との間に娘が1人おり、その母親を含めた2人の元恋人からDVで告発されている。
2018年10月21日に自身のインスタグラムにおいてケルシー・モーガン・ヘンソンと結婚したことを発表した。2017年に彼女がカナダのバーでウェイトレスとして働いていた時に、客として訪れたビョルンソンに写真撮影を頼んだことが交際のきっかけとされている。なお、彼女は身長157 cmと小柄である。